# ستاد ساماندهی پایگاه‌های اینترنتی ایران
ستاد ساماندهی پایگاه‌های اینترنتی ایران یک ستاد وابسته به وزارت فرهنگ و ارشاد اسلامی است که مسئولیت تایید محتوای وب‌گاه‌های ایرانی در اینترنت را بر عهده دارد. در ایران، تولیدکنندگان محتوا در اینترنت (از جمله دارندگان وب‌گاه‌ها و وب‌نوشت‌ها) طبق قانون موظفند که اطلاعات شخصی خود از جمله شماره‌های تلفن و نشانی‌های تماس و ویژگی‌های فنی وب‌گاه خود را در «سایت ساماندهی» ثبت کنند. روند ثبت‌نام همچنین شامل ارسال عکس، تصویر کارت ملی، تصویر مدرک تحصیلی (ثبت وب‌گاه تنها برای افراد دارای مدرک کارشناسی و بالاتر مجاز است) و گواهی عدم سوء پیشینه است. این اطلاعات توسط ستاد ساماندهی پایگاه‌های اینترنتی ایران بررسی می‌شود و در صورت تایید، شناسنامه پایگاه‌های دارای محتوای مجاز به همراه گواهی ثبت صادر می‌شود. همچنین وب‌گاه‌هایی که در ایران فیلتر شده باشند، برای رفع فیلتر باید روند مشابهی را طی کنند.
این الزام که مصوب هیئت وزیران دولت ایران است، از سال ۲۰۰۷ در ایران وجود داشته‌است و هدف آن «نظارت بر محتوای سایت‌های اینترنتی و وادار کردن گرداننداگان سایت‌ها به پاسخگویی» اعلام شده‌است. سابقهٔ چندین بار هک شدن سایت ساماندهی باعث انتقاد فعالان وب در ایران شده‌است. همچنین از اواخر سال ۲۰۱۲ پایگاه‌های خبری و خبرگزاری‌های مبتنی بر اینترنت در ایران مستلزم شدند که وب‌گاه خود را نزد سامانهٔ «رسانه» ثبت کنند.
تا ۱۷ آبان ۱۳۹۰، تعداد وب‌گاه‌های ثبت شده نزد ستاد ساماندهی به ۳۰٬۰۰۰ رسیده بود.